# Kotaro Iba
Kotaro Iba (射庭 康太朗 Iba Kōtarō?, nacido el 7 de diciembre de 1995 en Osaka) es un futbolista japonés que juega como guardameta.
En 2018, Iba se unió al Montedio Yamagata de la J2 League. Después de eso, jugó en el Iwate Grulla Morioka.

## Trayectoria

### Clubes
| Club                 | País  | Año    |
| -------------------- | ----- | ------ |
| Montedio Yamagata    | Japón | 2018   |
| Iwate Grulla Morioka | Japón | 2019 - |

## Estadística de carrera

### J. League
| Club                 | Año   | J. League | J. League | Copa J. League | Copa J. League | Total | Total |
| Club                 | Año   | Part.     | Goles     | Part.          | Goles          | Part. | Goles |
| -------------------- | ----- | --------- | --------- | -------------- | -------------- | ----- | ----- |
| Montedio Yamagata    | 2018  | 0         | 0         | -              | -              | 0     | 0     |
| Iwate Grulla Morioka | 2019  | 2         | 0         | -              | -              | 2     | 0     |
| Total                | Total | 2         | 0         | 0              | 0              | 2     | 0     |